# Арангос
Арангос (фр. Arengosse) насеље је и општина у југозападној Француској у региону Аквитанија, у департману Ланд која припада префектури Мон де Марсан.
По подацима из 2011. године у општини је живело 703 становника, а густина насељености је износила 11,25 становника/km². Општина се простире на површини од 62,48 km². Налази се на средњој надморској висини од 67 метара (максималној 102 m, а минималној 32 m).

## Демографија
| 1962. | 1968. | 1975. | 1982. | 1990. | 1999. | 2011. |
| ----- | ----- | ----- | ----- | ----- | ----- | ----- |
| 775   | 778   | 726   | 711   | 709   | 676   | 703   |

График промене броја становника у току последњих година